# Otia Hispanica
Otia Hispanica, (abreviado como Otia Hispan.), é um livro ilustrado e com descrições botânicas que foi escrito pelo botânico inglês, Philip Barker Webb e publicado em Paris e Londres no ano de 1839 com o nome de Otia Hispanica, seu, Delectus plantarum rariorum aut nondum rite notarum per Hispanias sponte nascentium.

## Publicação
- Part 1: 1-8, tt. 1-5. Oct 1839;
- Part 2: 9-15, tt. 6-10 (one one plate). May 1840